# Phlebotomus lengi
Phlebotomus lengi är en tvåvingeart som beskrevs av Zhang, He och Ward 1994. Phlebotomus lengi ingår i släktet Phlebotomus och familjen fjärilsmyggor.
Artens utbredningsområde är Yunnan (Kina). Inga underarter finns listade i Catalogue of Life.